# Shōhei Ōtsuka
Shōhei Ōtsuka (japanisch 大塚 翔平 Ōtsuka Shōhei; * 11. April 1990 in der Präfektur Osaka) ist ein japanischer Fußballspieler.

## Karriere
Ōtsuka erlernte das Fußballspielen in der Jugendmannschaft von Gamba Osaka. Seinen ersten Vertrag unterschrieb er 2009 bei Gamba Osaka. Der Verein spielte in der höchsten Liga des Landes, der J1 League. 2010 wurde er mit dem Verein Vizemeister der J1 League. Für den Verein absolvierte er sechs Erstligaspiele. Im März 2012 wechselte er zum Zweitligisten JEF United Chiba. Für den Verein absolvierte er 57 Ligaspiele. 2015 wechselte er zum Ligakonkurrenten Giravanz Kitakyushu. Für den Verein absolvierte er 16 Ligaspiele. 2016 wechselte er zum Erstligisten Kawasaki Frontale. Mit dem Verein wurde er 2017 japanischer Meister. Für den Verein absolvierte er 15 Erstligaspiele. 2018 wechselte er zum Drittligisten SC Sagamihara. Für den Verein absolvierte er 10 Ligaspiele. Ende 2018 beendete er seine Karriere als Fußballspieler.

## Erfolge
Gamba Osaka
- J1 League

Vizemeister: 2010
- Kaiserpokal

Sieger: 2009
Finalist: 2012
Kawasaki Frontale
- J1 League

Meister: 2017
- J.League Cup

Finalist: 2017
- Kaiserpokal

Finalist: 2016